# 1366
1366. је била проста година.